# A Funny Thing Happened on the Way to the Forum (musical)
A Funny Thing Happened on the Way to the Forum is een musical met muziek en tekst door Stephen Sondheim en een script van Burt Shevelove en Larry Gelbart.

## Achtergrond
De musical is geïnspireerd op de kluchten van het oude Romeinse toneelstuk Pseudolus van Plautus (251 - 183 v.Chr.), Miles Gloriosus en Mostellaria. Het vertelt het schuine verhaal van de slaaf Pseudolus en diens poging zijn vrijheid terug te winnen door zijn jonge meester te helpen diens buurmeisje het hof te maken. Het stuk bevat veel klassieke kluchtelementen, waaronder woordspelingen, het slaan met deuren, persoonsverwisselingen en satirisch commentaar op de lagere klasse. De titel is afkomstig van de zin die veel vaudeville-komedianten vaak aan het begin van een verhaal gebruiken: "Er gebeurde toch zoiets grappigs onderweg hiernaartoe" (A funny thing happened on the way to the theater').
De Broadway-musical uit 1962 won diverse Tony Awards, waaronder Beste Musical en Beste Script. A Funny Thing... werd meerdere malen heropgevoerd op zowel Broadway alsook op West End. Ook werd er een succesvolle film van gemaakt met Zero Mostel in de hoofdrol (die ook op Broadway de hoofdrol speelde). Ook is het populair bij scholen en amateurgezelschappen.

## Producties

### Officiële Broadway-productie
A Funny Thing Happened on the Way to the Forum beleefde op 8 mei 1962 op Broadway zijn première, in het Neil Simon Theatre (Alvin Theatre). De musical werd geregisseerd door de 75-jarige George Abbott en geproduceerd door Hal Prince. Het stuk werd in totaal 964 keer opgevoerd.
Tijdens try-outs in kleinere theaters, bleek het stuk niet zo'n succes te zijn. Regisseur en choreograaf Jerome Robbins werd door Abbot en Prince om advies gevraagd en veranderingen aan te brengen. De grootste verandering die Robbins aanbracht was de vervanging van het openingsnummer "Love Is in the Air" en stelde voor om er een schuine, wild comedy nummer van te maken; Stephen Sondheim schreef de song "Comedy Tonight" en vanaf toen was de show een succes.

### West End-productie
Het stuk werd drie keer in het Londense West End opgevoerd. De productie van 1963 en de heropvoering in 1986 vonden respectievelijk plaats in het Strand Theatre en het Piccadilly Theatre.

### Filmversie
Zie "A Funny Thing Happened on the Way to the Forum (film)"

A Funny Thing Happened on the Way to the Forum kwam in 1966 als musicalfilm uit en is door Richard Lester geregisseerd. (Deze is wellicht bekend voor zijn samenwerking met The Beatles in de film Help! (1965) en diverse Superman-films.) Ook hierin vertolkte Zero Mostel en Jack Gilford hun Broadway-rollen. Phil Silvers speelde "Marcus Lycus", een rol die voor de film werd uitgebreid. (Hij had eerder voor de rol van Pseudolus in de Broadway-versie bedankt, omdat hij zonder bril niets ziet en bang was in de orkestbak te vallen. Later heeft hij die rol alsnog gespeeld.) Buster Keaton speelde in deze film zijn laatste rol als "Erronius". Hij overleed in hetzelfde jaar.

### Heropvoeringen
In 1972 werd het stuk opnieuw op Broadway opgevoerd en werd door de critici goed ontvangen. Burt Shevelove, die het stuk samen met Larry Gelbart schreef, was de regisseur. Phil Silvers speelde nu wel de rol van Pseudolus, later opgevolgd door Tom Poston. Lew Parker speelde Senex en Reginald Owen speelde Erronius. Larry Blyden was niet alleen de co-producent maar speelde ook de rol van Hysterium (die eerder door Jack Gilford werd gespeeld) en kreeg daar, samen met Phil Silvers, een Tony Award voor.
 Sondheim verving twee songs voor twee andere. Deze twee songs waren al in 1971 ingevoerd tijdens de productie in Los Angeles. De nieuwe songs waren "Echo Song" (door Hero en Philia) en "Farewell" (door Domina terwijl zij samen Senex vertrekt).
 De productie speelde 156 keer, maar moest noodgedwongen eerder stoppen omdat Phil Silvers een beroerte kreeg.
Ook in 1996 boekte de musical een groot succes, met Nathan Lane als Pseudolus (later opgevolgd door Whoopi Goldberg, die weer door David Alan Grier werd opgevolgd). Het werd 715 keer opgevoerd en Nathan Lane kreeg een Tony Award voor Beste Acteur.
Elke acteur die in de eerste cast van een van de Broadway producties Pseudolus speelde (Zero Mostel, Phil Silvers and Nathan Lane) won de Tony Award voor Beste Acteur voor deze rol. Daar naast won Jason Alexander, die in een revue over het werk van Jerome Robbins (Jerome Robbins' Broadway) in één scène Pseudolus speelde, ook een Tony Award voor Beste Acteur in een Musical.

### Nederlandse uitvoeringen
In 1971 werd A Funny Thing Happened on the Way to the Forum door het eerst uitgevoerd in Nederland, onder de titel 'n Maagd op je Dak. Het was geen groot succes. De première was op 16 oktober in de schouwburg van Tilburg. De vertaling was van Jaap van de Merwe en het werd geregisseerd door Anthony Crutchly. De show werd geproduceerd door David Conyers en John Floyd (Ars Musica) en de cast bestond uit Lex Goudsmit, Ab Heydens, Martin Käfig, Hans Otjes, Thérèse Steinmetz, René Frank, Herbert Joeks, Elsa Lioni, Maria Bastiaans, Arnold Gelderman, Ferd Hugas, Walter van Canoy, Ger Smit, Lai Wah Tsai, Elisabeth Swagerman, Eileen Egas, Marga Janssen, Norma Davy en Annelies Balhan.
Van 28 mei 2010 tot en met 31 mei 2010 werd er een voorleesversie gespeeld van A Funny Thing... in een regie en vertaling van Daniël Cohen. De voorstelling was vormgegeven als een hoorspel waarin een klein clubje acteurs, met teksten in de hand, alle rollen speelden uit het stuk. Jon van Eerd speelde 'Pseudolus', Paul Groot speelde o.a. zijn meester en 'Marcus Lycus' en Martine Sandifort speelde meerdere rollen, o.a. zijn meesteres en de buurman "Erronius". Verder bestond de cast uit Barry Beijer, Hiske Bongaarts. Joost Kramer en Milan van Weelden.

## Verhaal
In het oude Rome staan drie aangrenzende woningen. In het middelste huis woont Senex samen met zijn vrouw Domina, zoon Hero en verscheidene slaven waaronder hoofdslaaf Hysterium en de hoofdrolspeler Pseudolus, die zijn vrijheid wenst terug te kopen, te winnen of te stelen van zijn eigenaar Hero. Het ene huis ernaast wordt bewoond door Marcus Lycus, die mooie vrouwen koopt en verkoopt; het andere huis is van de stokoude Erronius, die overal naar zijn lang verloren kinderen zoekt; zij zijn als baby's door piraten gestolen.
Op een dag gaan Senex en Domina op reis, Pseudolus en Hero alleen achterlatend. Hero vertrouwt Pseudolus toe dat hij verliefd is op de mooie Philia, een van de courtisanes in het bordeel van de buren. Pseudolus belooft hem te helpen Philia's hart te winnen in ruil voor zijn vrijheid. Maar helaas, tijdens hun bezoekje aan Lycus komen ze erachter dat Philia is beloofd aan de vermaarde strijder Kapitein Miles Gloriosus, die al onderweg is om haar te claimen. Pseudolus, een uitstekende lieger, gebruikt Philia's vrolijke karakter om Lycus ervan te overtuigen dat ze de plaag van Kreta onder de leden heeft, welke het slachtoffer eindeloos laat lachen. Hij biedt aan haar in het huis van Senex te isoleren, zodat Philia en Hero wat tijd voor elkaar hebben, en de twee worden verliefd. Maar Philia staat er op dat ze, ondanks dat ze verliefd is op Hero, haar contract met de Kapitein moet nakomen omdat "dit de gang is van een courtisane". Om haar te kalmeren, zegt dat hij haar binnen opwacht en dat hij wil dat de kapitein driemaal klopt als hij aankomt. Pseudolus komt met het idee om Philia een slaapdrankje te geven waardoor ze bewusteloos raakt. Dan zal hij Lycus vertellen dat ze gestorven is aan de Kretaanse plaag en voorstellen om het lichaam te verwijderen. Hero zal meegaan en als verstekelingen zullen ze dan richting Griekenland varen. Tevreden over zijn plan, steelt Pseudolus het boek met drankjes van Hysterium en vraag aan Hero het recept voor het slaapdrankje voor te lezen; het enige ingrediënt dat ontbreek is "merriezweet" en Pseudolus gaat ernaar op zoek.
Onverwacht keert Senex vervroegd terug van zijn reis en klopt driemaal op zijn eigen deur. Philia komt naar buiten en in de veronderstelling dat Senex de Kapitein is, offert ze zich aan hem op. Verrast maar enthousiast instrueert Senex Philia binnen te wachten, hetgeen ze doet. Dan verschijnt Hysterium ten tonele en vertelt Senex dat Philia de nieuwe meid is die hij heeft aangenomen. Pseudolus komt terug met het verworven merriezweet. Als hij ziet dat Senex onverwacht terug is, is het noodzaak hem zo snel mogelijk weg te krijgen, dus besprenkelt Pseudolus Senex voorzichtig met wat paardenzweet en stelt voor dat Senex na zo'n reis nodig in bad moet. Senex vraagt Hysterium om samen met hem een bad te nemen in het lang-verlaten huis van Erronius. Maar terwijl dit gebeurt, komt Erronius thuis, uiteindelijk de zoektocht naar zijn lang verloren kinderen opgevend. Hysterium doet er alles aan Erronius buiten te houden nu zijn meester een bad neemt en zegt de oude man dat er een spook in het huis is - te horen aan het gezang van Senex die in bad zit. Erronius zegt dat er onmiddellijk een waarzegger moet komen om de geest uit zijn huis te verjagen. Pseudolus doet zich als waarzegger voor en zegt tegen Erronius dat hij zeven keer rond de zeven heuvels van Rome moet reizen om zo de geest uit zijn huis te verjagen, en zo de oude man een tijdje uit de buurt van zijn huis te houden.
Als Miles Gloriosus arriveert om zijn courtisane-bruid op te eisen, verbergt Pseudolus Philia op het dak van Senex' huis; hij zegt dat ze "gevlucht" is en Lycus is als de dood om de boze Kapitein onder ogen te komen. Dan stelt Pseudolus voor om zich als Lycus voor te doen en zich zo uit de warboel te praten, maar zijn vindingrijkheid verslapt en in zijn enthousiasme vertelt hij de Kapitein dat Philia verdwenen is en dat hij, "Lycus", een zoektocht zal opzetten. Geërgerd en achterdochtig staat Miles erop dat zijn soldaten met hem meegaan, maar de sluwe slaaf weet hen in de kronkelige straten van Rome van zich af te schudden.
De complicaties gaan door wanneer Domina eveneens vervroegd terugkomt, wantrouwend dat haar man uit is "op iets laags". Ze vermomt zichzelf in een maagdelijk witte jurk (veel lijkend op die van Philia) om zo te proberen Senex op zijn ontrouw te betrappen. Pseudolus weet Hysterium over te halen hem te helpen bij het aantrekken van vrouwenkleding en te doen alsof hij Philia is, "dood" door de plaag. Helaas... Het komt uit dat Miles Gloriosus pas van Kreta terugkomt, waar uiteraard helemaal geen plaag heerst. Nu de truc mislukt is moeten de hoofdfiguren rennen voor hun leven, wat resulteert in een dolle achtervolging over het toneel waarbij zowel Miles alsmede Senex beide achter de drie "Philia"'s aanzitten (Domina, Hysterium en de echte Philia, alle drie gekleed in exact dezelfde witte jurk en sluier). Ondertussen zijn de courtisanen, die al die tijd om de vermeende dood van Philia hebben gerouwd, uit het huis van Marcus Lycus ontsnapt. Lycus stuurt zijn eunuchs eropaf om ze terug te halen en ze toe te voegen bij het algemene pandemonium.
Uiteindelijk lukt het de troepen van de Kapitein iedereen bij elkaar te brengen. Pseudolus komt in zware problemen nu zijn toneelstukje ontrafeld is, maar Erronius, halverwege zijn vierde rondje rond de Romeinse heuvels, verschijnt onverwacht en ontdekt dat Miles Gloriosus en Philia allebei dezelfde ring dragen wat aangeeft dat zij zijn lang-verloren kinderen zijn. Haar verloving met de Kapitein wordt nietig verklaard nu zo plotseling blijkt dat hij haar broer is, en ze trouwt in plaats daarvan met Hero. Pseudolus krijgt zijn vrijheid, Gloriosus krijgt een tweeling-courtisane in ruil voor Philia, Erronius krijgt zijn kinderen.

## Songs
- "Comedy Tonight" — Pseudolus en de rest
- "Love, I Hear" — Hero
- "Free" — Pseudolus en Hero
- "The House of Marcus Lycus" — Lycus en Pseudolus
- "Lovely" — Philia en Hero
- "Pretty Little Picture" — Pseudolus, Hero, en Philia
- "Everybody Ought to Have a Maid" — Senex met Pseudolus, Lycus, en Hysterium
- "I'm Calm" — Hysterium
- "Impossible" — Senex en Hero
- "Bring Me My Bride" — Miles Gloriosus en de rest
- "That Dirty Old Man" — Domina
- "That'll Show Him" — Philia
- "Lovely" (reprise) — Pseudolus en Hysterium
- "Funeral Sequence" — Pseudolus, Miles Gloriosus de rest
- "Finale" — Iedereen

NB: De song "Love Is in the Air" was officieel bedoeld als het openingsnummer, maar dat nummer werd geschrapt en vervangen voor "Comedy Tonight".
Het lied werd echter in 1996 gebruikt in de musicalfilm The Birdcage en gezongen door Robin Williams en Christine Baranski. Een eerdere versie van het openingsnummer, "Invocation and Instructions to the Audience," wordt vaak gebruikt in revues gebaseerd op nummers van Sondheim en werd het openingsnummer van een musical geschreven voor de Yale-universiteit, The Frogs. Nathan Lane zong het nummer in de latere, en door hem uitgebreide, Broadway versie van The Frogs. "Pretty Little Picture" wordt regelmatig geschrapt bij een productie en in "I'm Calm" laten ze ook vaak een couplet weg.

## Tony Awards
Het stuk won er maar liefst vijf: Beste Musical, Beste Acteur, Beste Bijrol (David Burns), Beste Script en Beste Regie.
De tekst en muziek van Sondheim werd daarentegen maar koeltjes ontvangen, dit is het eerste Broadway-stuk waar hij tekst en muziek voor schreef, en werd niet eens genomineerd voor een Tony.